# Heteroonops colombi
Heteroonops colombi är en spindelart som beskrevs av Margareta Dumitrescu och C.Constantin Georgescu 1983. Heteroonops colombi ingår i släktet Heteroonops och familjen dansspindlar.
Artens utbredningsområde är Kuba. Inga underarter finns listade i Catalogue of Life.